# Ottaviano da Faenza
Pour les articles homonymes, voir Faenza (homonymie).
Ottaviano da Faenza est  un peintre italien qui a été actif au Trecento (XIVe siècle italien).

## Biographie
À la suite du passage de Giotto à Rimini vers 1303 (il se rend à Padoue), les artistes locaux adoptent ses innovations picturales et Ottaviano da Faenza fut un de ses meilleurs disciples avec Giovanni da Rimini et Guglielmo da Forlì.
Il a été surtout  actif à Ferrare (certaines œuvres attribuées au Maestro  di San Giorgio seraient de sa main), à Bologne et à Faenza.
En 1493 il travailla pour les religieuses du monastère del Corpo di Cristo.

## Œuvres
- Fresque de l'Arc de la porte San Francesco, Faenza.
- Nostra Donna con San Piero e San Paulo, église San Francesco, Faenza.
- Fresques, église San Giorgio, Ferrare.
- Saint Dominique tenant les livres saints, musée de Montargis, France.
- Deux saints, musée Fesch, Ajaccio, Corse-du-Sud.
- Saint Jean l'évangéliste et saint Antoine de Padoue, panneau latéral droit d'un polyptyque attribué à Ottaviano da Faenza par Cornu, Musée du Louvre